# Gonatozygon elegans
Gonatozygon elegans là một loài Song tinh tảo trong họ Mesotaeniaceae, thuộc chi Gonatozygon.